# I Can Destroy
I Can Destroy è il quattordicesimo album in studio del chitarrista statunitense Paul Gilbert, pubblicato il 27 maggio 2016 dalla earMUSIC.

## Tracce
1. Everybody Use Your Goddamn Turn Signal – 4:16
2. I Can Destroy – 5:50
3. Knocking on a Locked Door – 2:40
4. One Woman Too Many – 3:50
5. Woman Stop – 5:07
6. Gonna Make You Love Me – 3:21
7. I Am Not the One (Who Wants to Be with You) – 5:14
8. Blues Just Saving My Life – 4:50
9. Make It (If We Try) – 4:07
10. Love We Had – 4:22
11. I Will Be Remembered – 4:10
12. Adventure and Trouble – 6:46
13. Great White Buffalo (traccia bonus) – 5:21

## Formazione[1]
- Paul Gilbert – voce, chitarra
- Freddie Nelson – chitarra, voce
- Tony Spinner – chitarra, voce
- Kevin Chown – basso
- Thomas Lang – batteria